# Oplomus dichrous
Espèce
Oplomus dichrous est une espèce d'insectes hémiptères de la famille des Pentatomidae, originaire du Mexique et d'Amérique centrale.
C'est une des punaises prédatrices du doryphore, cependant son potentiel d'emploi en lutte biologique contre ce ravageur de la pomme de terre est relativement limité car la reproduction de cet insecte de climat chaud est contrariée dans les régions tempérées fraîches de grande culture de la pomme de terre, comme le Nord-Est des États-Unis.